# 외장 하드 디스크

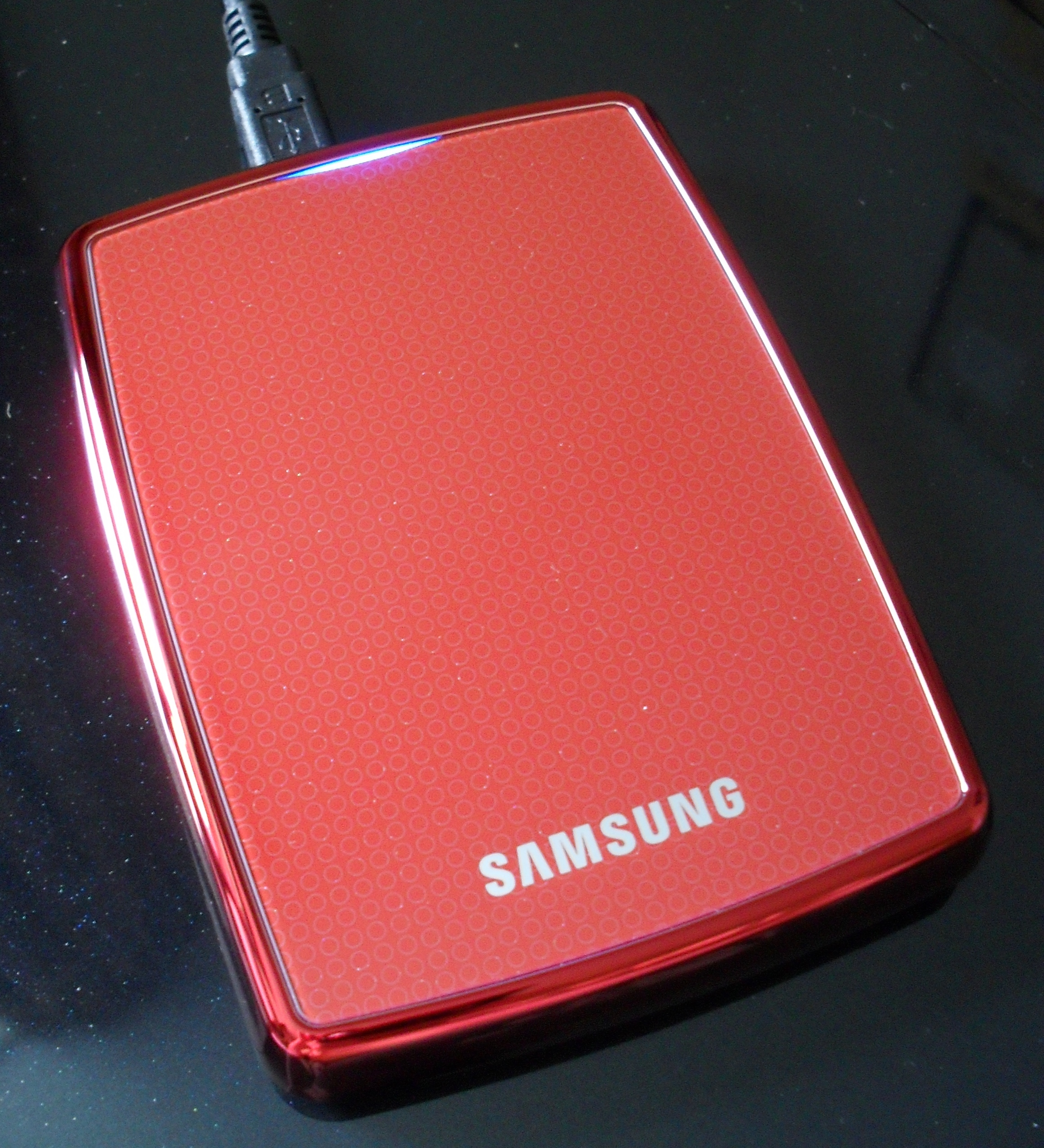

외장 하드 디스크(External hard disk drives)는 외장형 케이스에 하드 디스크를 결합한 제품을 일컬어 부르는 말이다. 현재 활발하게 사용되고 있으며 컴퓨터에 장착하면 하드 디스크 형태로 인식한다. 용량은 천차 만별이며 직접 만들기 간편하고, 완제품이 많이 나오므로 고용량, 휴대성을 추구하는 사람에게 인기가 많다.
대부분의 제품이 USB 인터페이스에 맞게 제작되었으나, IEEE1394나 E-SATA를 지원하는 제품도 다수 존재한다. 크기는 각각 1.8인치, 2.5인치, 3.5인치 등으로 나뉜다.
최근에는 아이오드 등의 제품에서와 같이 광학 디스크 드라이브를 에뮬레이트하여 데몬 툴스 소프트웨어처럼 하드웨어적으로 가상 ODD 드라이브 기능을 내장한 제품이 나와있다.